# 文靖陵
文靖陵，位于中国河北省邯郸市磁县，是1988年1月13日公布的全国重点文物保护单位磁县北朝墓群其中的一个墓葬。
文靖陵的墓主是北齐第三任皇帝孝昭帝高演，高演於560年篡夺侄子高殷的皇位，为了保住年幼的儿子高百年，561年，临终时候高演宣布废掉太子高百年，传位于弟弟长广王高湛，高演庙号肃宗。陵墓号为文靖陵。文靖陵在齐文宣帝高洋武宁陵之西北，尚未被发掘。